# 広島県道466号向島因島瀬戸田自転車道線
広島県道466号向島因島瀬戸田自転車道線（ひろしまけんどう466ごう むかいしまいんのしませとだじてんしゃどうせん）は、尾道市向島町津部田と同市瀬戸田町垂水を結ぶ総排気量125cc以下の自動二輪車・原動機付自転車・小型特殊自動車・自転車・歩行者専用の一般県道である。愛媛県道325号今治大三島自転車道線と併せてしまなみ海道サイクリングロードと呼ばれている。

## 概要

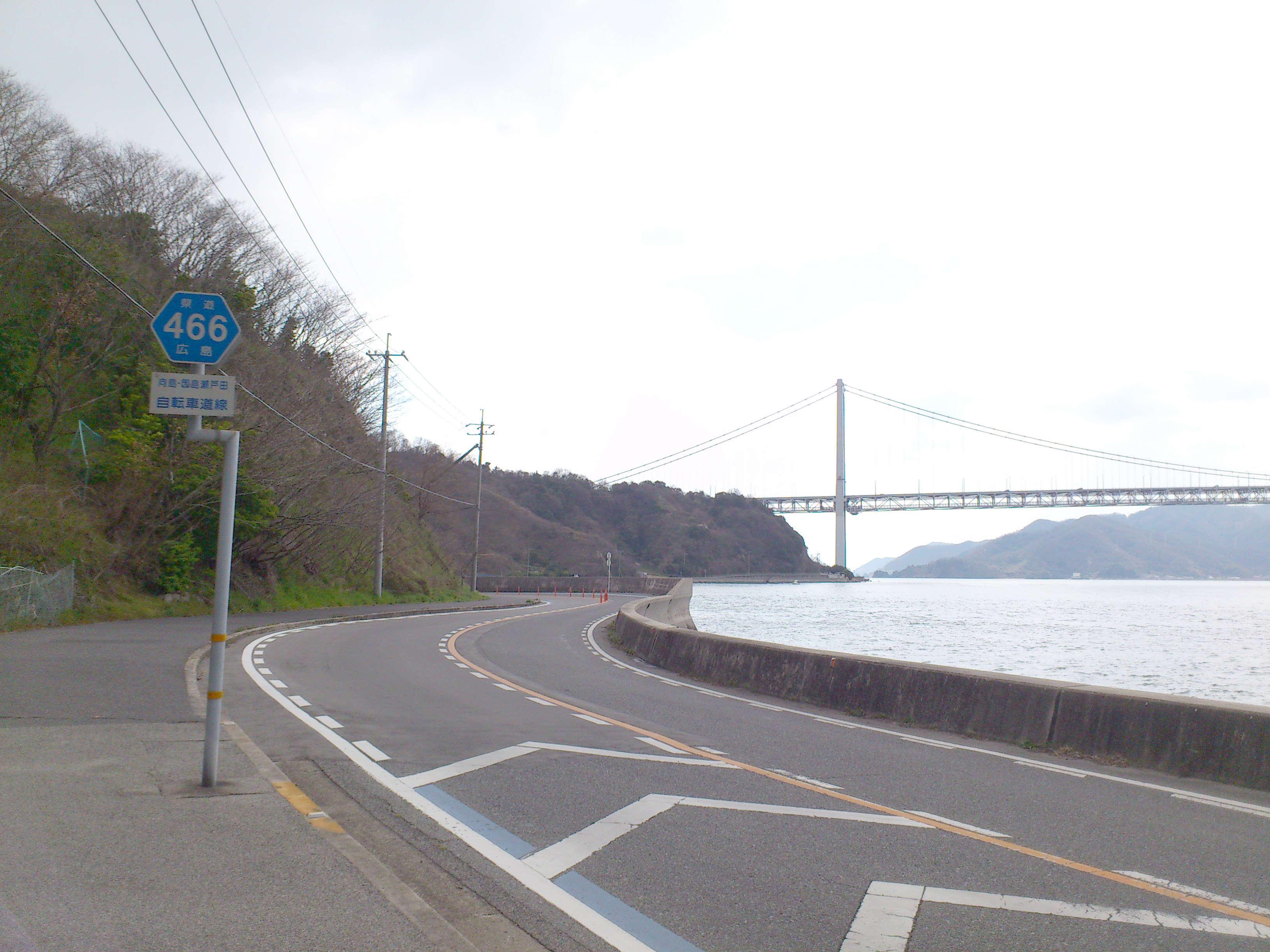
向島から因島大橋を臨む。

広島県で唯一の自転車道県道である（他の中国・四国地方各県では複数ある）。広島県および中国地方では最も長い路線名称を持つ県道である（漢字で12文字、平仮名に直せば22文字）。

### 路線データ
- 起点：尾道市向島町津部田（国道317号交点）
- 終点：尾道市瀬戸田町垂水・広島・愛媛県境（愛媛県道325号今治大三島自転車道線接続点）
- 総延長：37.0km（うち28.2kmが供用中）
- 実延長：
- 未開通区間：尾道市因島大浜町 - 尾道市因島中庄町間（国道317号重用部分）および尾道市瀬戸田町鹿田原 - 尾道市瀬戸田町福田間
- 通称：瀬戸内海横断自転車道

## 沿革
- 1980年（昭和55年）7月1日 広島県告示第583号により認定される（広島県では初めての〔そして今に至るまで唯一の〕自転車道県道認定でもあった）。
- 1983年（昭和58年）12月4日 因島大橋開通。
- 1991年（平成3年）12月8日 生口橋開通。
- 1999年（平成11年）5月1日 多々羅大橋開通。瀬戸内しまなみ海道（西瀬戸自動車道）全通。
- 2005年（平成17年）3月28日 御調郡向島町が尾道市に編入されたことにより起点の地名表記が変更される（御調郡向島町津部田→尾道市向島町津部田）。
- 2006年（平成18年）1月10日 因島市および豊田郡瀬戸田町が尾道市に編入されたことにより全部分が尾道市域を通る路線になる。

## 地理

### 通過する自治体
- 尾道市

### 接続道路
- 国道317号（尾道市向島町津部田〔起点〕）
- 広島県道377号向島循環線（尾道市向島町津部田 - 尾道市向島町立花間で重用）
- 瀬戸内しまなみ海道（尾道市向島町立花 - 尾道市因島大浜町・尾道市因島田熊町 - 尾道市因島洲江町間・尾道市瀬戸田町荻で重用）
- 国道317号（尾道市因島大浜町 - 尾道市因島田熊町間で重用）
- 広島県道366号西浦三庄田熊線（尾道市因島大浜町・尾道市因島中庄町）
- 広島県道367号中庄重井線（尾道市因島中庄町）
- 広島県道120号中庄土生線（尾道市因島中庄町）
- 広島県道81号生口島循環線（尾道市因島洲江町 - 尾道市瀬戸田町林間および尾道市瀬戸田町福田 - 尾道市瀬戸田町垂水間で重用）
- 広島県道372号林御寺線（尾道市瀬戸田町林で重用）
- 国道317号（尾道市瀬戸田町垂水で重用）
- 愛媛県道325号今治大三島自転車道線（尾道市瀬戸田町垂水・広島・愛媛県境）

### 沿線の主要施設
- 西瀬戸自動車道 大浜PA
- 尾道市役所 中庄出張所
- 広島県立瀬戸田高等学校
- 西瀬戸自動車道 瀬戸田PA

沿線の名所・旧跡・観光地
- 瀬戸内しまなみ海道（因島大橋・生口橋・多々羅大橋）
- 大浜崎灯台
- 大浜アメニティ公園
- 因島大橋記念公園
- 因島水軍城・因島市史料館…実際にそこに城跡があるわけではないが、戦国時代栄えた水軍に関する資料を展示している。
- 耕三寺
- サンセットビーチ